# Боківська сільська рада (Любашівський район)
Боківська сільська́ ра́да — адміністративно-територіальна одиниця та орган місцевого самоврядування в Любашівському районі Одеської області. Адміністративний центр — село Бокове.

## Загальні відомості
- Територія ради: 90,79 км²
- Населення ради: 1 527 осіб (станом на 2001 рік)

## Населені пункти
Сільській раді були підпорядковані населені пункти:
- с. Бокове
- с. Велике Бокове
- с. Заплази
- с. Петрівка
- с. Чайківка

## Населення
Згідно з переписом УРСР 1989 року чисельність наявного населення сільської ради становила 1578 осіб, з яких 694 чоловіки та 884 жінки.
За переписом населення України 2001 року в сільській раді мешкало 1527 осіб.

### Мова
Розподіл населення за рідною мовою за даними перепису 2001 року:
| Мова       | Відсоток |
| ---------- | -------- |
| українська | 83,04 %  |
| молдовська | 14,80 %  |
| російська  | 1,70 %   |
| білоруська | 0,13 %   |
| інші       | 0,33 %   |

## Склад ради
Рада складалася з 16 депутатів та голови.
- Голова ради: Стрільчук Михайло Михайлович
- Секретар ради: Тимофійчук Валентина Федорівна

### Керівний склад попередніх скликань
| Прізвище, ім'я, по батькові  | Основні відомості                                                               | Дата обрання | Дата звільнення |
| ---------------------------- | ------------------------------------------------------------------------------- | ------------ | --------------- |
| Бушко Валентина Федорівна    | Сільський голова, 1956 року народження, член Народної партії                    | 26.03.2006   | 31.10.2010      |
| Стрільчук Михайло Михайлович | Сільський голова, 1977 року народження, освіта середня спеціальна, безпартійний | 31.10.2010   |                 |

Примітка: таблиця складена за даними сайту Верховної Ради України

### Депутати
За результатами місцевих виборів 2010 року депутатами ради стали:

#### За суб'єктами висування
| Суб'єкт висування            | Кількість обраних депутатів | %    |
| ---------------------------- | --------------------------- | ---- |
| Партія регіонів              | 12                          | 75   |
| Народна партія               | 2                           | 12,5 |
| Соціалістична партія України | 2                           | 12,5 |

#### За округами
| № округу                     | Прізвище, ім'я, по батькові    | Дата визнання обраним | Освіта             | Партійна приналежність             | Відомості про обраного депутата                    |
| ---------------------------- | ------------------------------ | --------------------- | ------------------ | ---------------------------------- | -------------------------------------------------- |
| Народна Партія               |                                |                       |                    |                                    |                                                    |
| 7                            | Шайгородський Юрій Васильович  | 02.11.2010            | середня            | член Народної партії               | тимчасово не працює                                |
| 9                            | Вітвіцька Оксана Леонідівна    | 02.11.2010            | середня            | член Народної партії               | Боківська загальноосвітня школа І-ІІІ ст., завгосп |
| Партія регіонів              |                                |                       |                    |                                    |                                                    |
| 1                            | Лозанов Василь Іванович        | 02.11.2010            | середня            | член Партії регіонів               | приватний підприємець                              |
| 2                            | Хмелюк Олег Іванович           | 02.11.2010            | вища               | член Партії регіонів               | Любашівський район електромереж, контролер         |
| 3                            | Расулов Віталій Тілович        | 02.11.2010            | вища               | член Партії регіонів               | тимчасово не працює                                |
| 4                            | Жирун Оксана Володимирівна     | 02.11.2010            | вища               | член Партії регіонів               | Боківська загальноосвітня школа І-ІІІ ст., вчитель |
| 5                            | Тимофійчук Валентина Федорівна | 02.11.2010            | середня            | член Партії регіонів               | Боківська сільська рада, секретар                  |
| 6                            | Руденко Олександр Миколайович  | 02.11.2010            | середня            | член Партії регіонів               | тимчасово не працює                                |
| 8                            | Стець Володимир Іванович       | 02.11.2010            | вища               | член Партії регіонів               | ПЗП «Руслан», директор                             |
| 10                           | Матей Микола Ісаєвич           | 02.11.2010            | середня            | член Партії регіонів               | тимчасово не працює                                |
| 11                           | Бучумаш Борис Миколайович      | 02.11.2010            | середня            | член Партії регіонів               | фермер                                             |
| 12                           | Горбунов Ігор Володимирович    | 02.11.2010            | середня            | член Партії регіонів               | фермер                                             |
| 14                           | Пожар Наталя Григорівна        | 02.11.2010            | середня спеціальна | член Партії регіонів               | Петрівський вузол зв'язку, завідувачка             |
| 16                           | Грабовська Тетяна Василівна    | 02.11.2010            | вища               | член Партії регіонів               | Петрівська загальноосвітня школа І-ІІ ст., вчитель |
| Соціалістична партія України |                                |                       |                    |                                    |                                                    |
| 13                           | Скоп Олег Іванович             | 02.11.2010            | вища               | член Соціалістичної партії України | Петрівська загальноосвітня школа І-ІІ ст., вчитель |
| 15                           | Сирота Юрій Вікторович         | 02.11.2010            | середня            | член Соціалістичної партії України | пенсіонер                                          |